# Ponte a Sieve

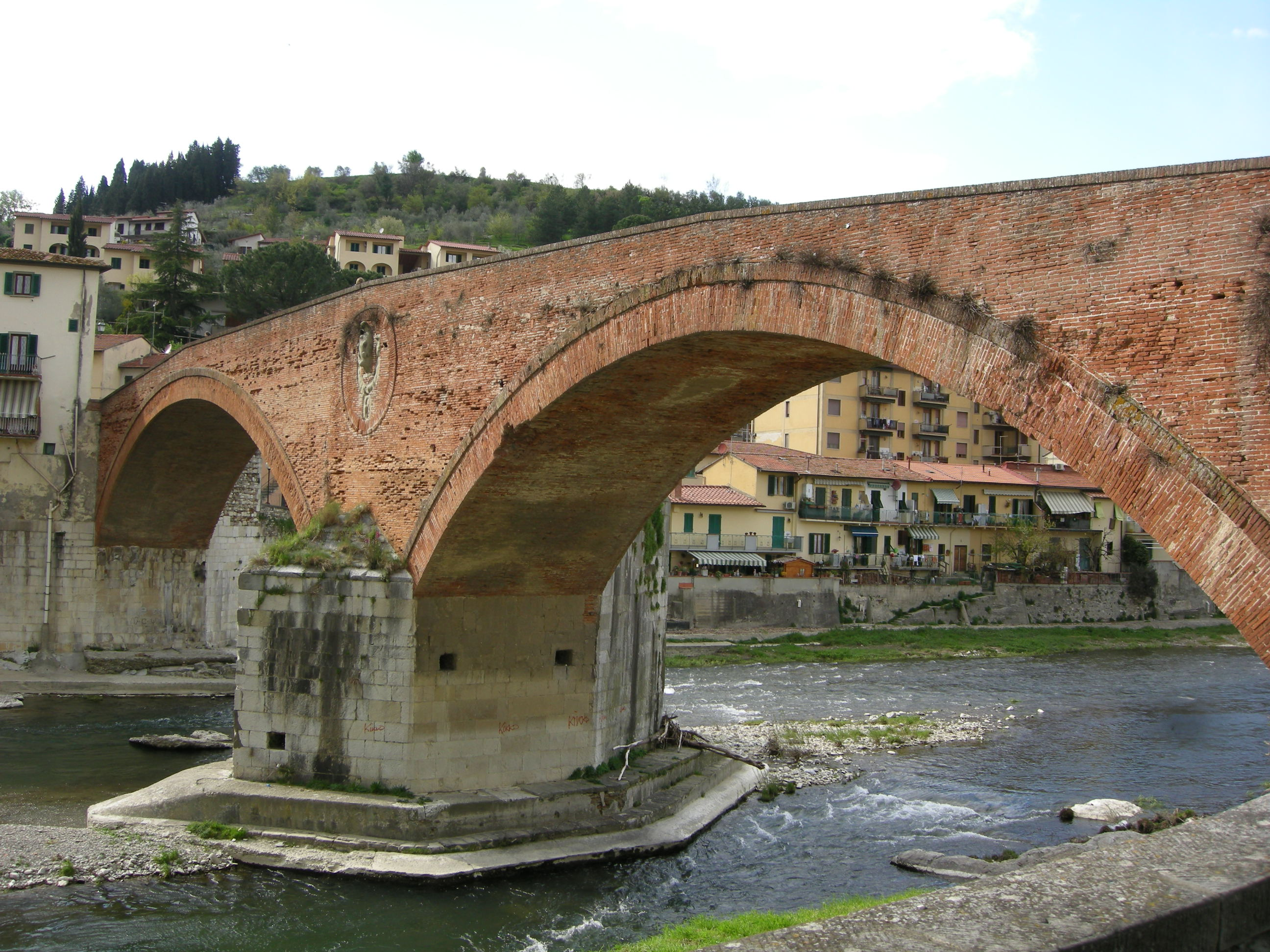
Ponte mediceo sulla Sieve, Pontassieve

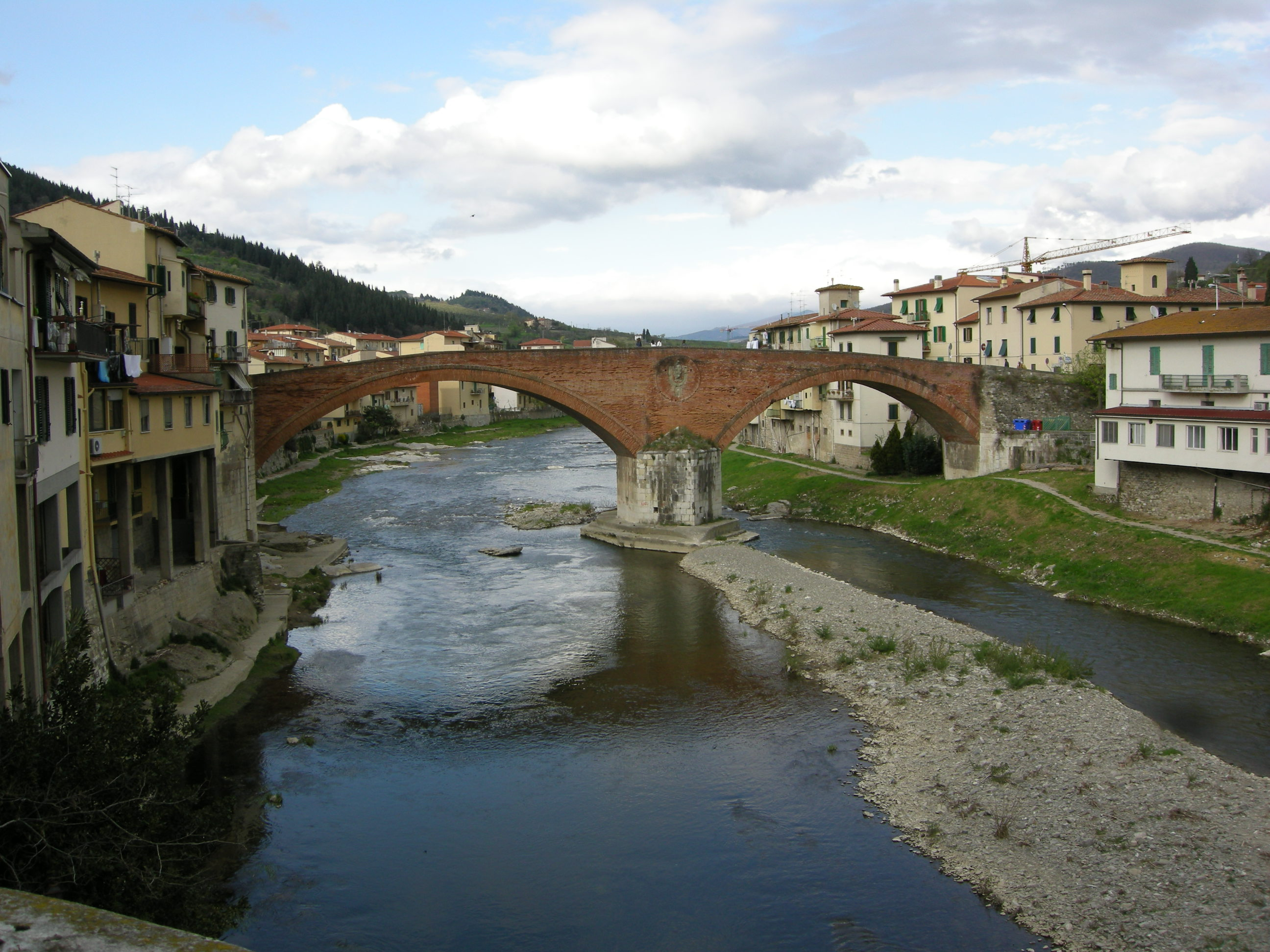

Il cosiddetto ponte a Sieve è il ponte mediceo che attraversa il fiume Sieve per collegare il vecchio borgo di Pontassieve con la frazione di San Francesco del comune di Pelago. Presenta una struttura costituita da due archi in mattoni che poggiano, al centro, su una robusta pigna intermedia in pietra forte. 
Da non confondere con i due più moderni ponti, stradale e ferroviario, posti più vicini alla confluenza con l'Arno. Attualmente il ponte è aperto al traffico pedonale e veicolare, quest'ultimo a senso unico in direzione di San Francesco.

## Storia
La struttura attuale del ponte mediceo risale alla metà del Cinquecento quando, a causa dell'alluvione del 1547 si rese necessario provvedere alla ricostruzione del precedente ponte in pietra distrutto dalla Sieve. Cosimo I commissionò nel 1555 a Stefano di San Piero a Ponti e al figlio Tommaso la costruzione di un nuovo ponte, realizzato probabilmente su progetto di Bartolomeo Ammannati. Fu in seguito restaurato, prima nel 1788 su ordine del Granduca Pietro Leopoldo di Lorena, e successivamente, negli anni '50, dopo i danni provocati dalla seconda guerra mondiale. 
Le origini della precedente struttura rimangono invece di difficile datazione: è stata ipotizzata la sua esistenza in relazione al ponte Maggio di cui parla Lapo da Castiglionchio.